# Sustainia
Sustainia er en organisation, som har til formål at fortælle den gode historie om mulighederne og det attraktive ved at implementere bæredygtige løsninger. Organisationen ønsker at ændre fortællingen om klimaforandringer fra smeltende isflager og dommedagsprofetier til den gode historie om mulighederne og det attraktive ved at implementere bæredygtige løsninger.
Sustainia blev etableret af tænketanken Mandag Morgen i alliance med en lang række prominente organisationer, som blandt andet tæller FN's Global Compact, IFHP, Microsoft, Dong Energy, Novo Nordisk, Tetra Pak, Cisco, BIG Architects og Realdania. Sustainia ledes af Rasmus Schjødt Larsen  og har hovedkvarter i København.